# Anorchie
Anorchie oder Anorchidie ist eine Anomalie des männlichen Genitals, bei der von Geburt an beide Hoden fehlen oder vollständig funktionsunfähig sind. Je nach Zeitpunkt des Hodenverlust entsteht ein mehr oder minder ausgeprägter männlicher Pseudohermaphroditismus. Bei einem Hodenverlust vor der 8. Fetalwoche erfolgt eine weibliche Differenzierung der Geschlechtsorgane. Der Hodenverlust vor der Geburt nach der 8. Fetalwoche führt zu einem normal entwickelten männlichen Genital, aber ohne nachweisbare Hodenfunktion. Die Therapie der Anorchie besteht in der Festlegung der Geschlechterrolle in Anhängigkeit der Geschlechtsentwicklung mit entsprechender lebenslanger Hormonsubstitution.
Verwandte Erkrankungen sind die Monorchie (nur ein Hoden) und die höchst seltene Triorchie (drei Hoden infolge Verdopplung einer Hodenanlage).
Von letzterem sind weltweit knapp 200 echte Fälle beschrieben. Häufiger dürfte es sich bei einem vermeintlichen dritten Hoden um gutartige oder bösartige Tumoren beziehungsweise Zysten nach Verletzungen handeln. Historisch gesehen von gewissem Interesse ist die Triorchie insofern Philipp dem Großmütigen, Landgraf von Hessen und Stifter der Philipps-Universität Marburg, diese Erkrankung unterstellt und damit dessen Hypersexualität begründet wurde. Er zeugte auch 19 Kinder. In jüngster Zeit wurde diese Diagnose jedoch verstärkt in Zweifel gezogen. Vermutlich litt Philipp an einer Spermatozele, Folge einer Genitalverletzung, die er sich in seiner Kindheit zugezogen hatte.